# Cosmogonie
Cosmogonia este o ramură a astronomiei care se ocupă cu studiul originii și evoluției corpurilor cerești și al sistemelor de corpuri cerești, cu studiul originii cosmosului sau universului.

## Prezentare generală
În astronomie, cosmogonia este studiul originii unor sisteme sau obiecte astrofizice și este de obicei utilizată cu referire la originile universului, sistemului solar sau sistemului  Pământ-Lună. Modelul cosmologic predominant al dezvoltării timpurii a universului estre teoria Big Bang.